# 皮尔博罗
皮尔博罗（法語：Puilboreau，法語發音：[pɥilbɔʁo]）是法国滨海夏朗德省的一个市镇，位于该省西北部，属于拉罗谢尔区。皮尔博罗位于拉罗谢尔市区东北，是拉罗谢尔城市公共社区的一部分。境内有大型商业购物中心，并有多条公交线路经过。

## 地理
皮尔博罗（46°11'9"N, 1°7'2"W）面积7.88 平方千米，位于法国新阿基坦大区滨海夏朗德省，该省份为法国西部滨海省份，北起旺代省，西临大西洋，南至吉倫特省，东南接多爾多涅省，东北接德塞夫勒省接壤，东临夏朗德省。
与皮尔博罗接壤的市镇（或旧市镇、城区）包括：滨海栋皮埃尔、拉戈尔、滨海尼约勒、佩里尼、拉罗谢尔、圣桑德尔。

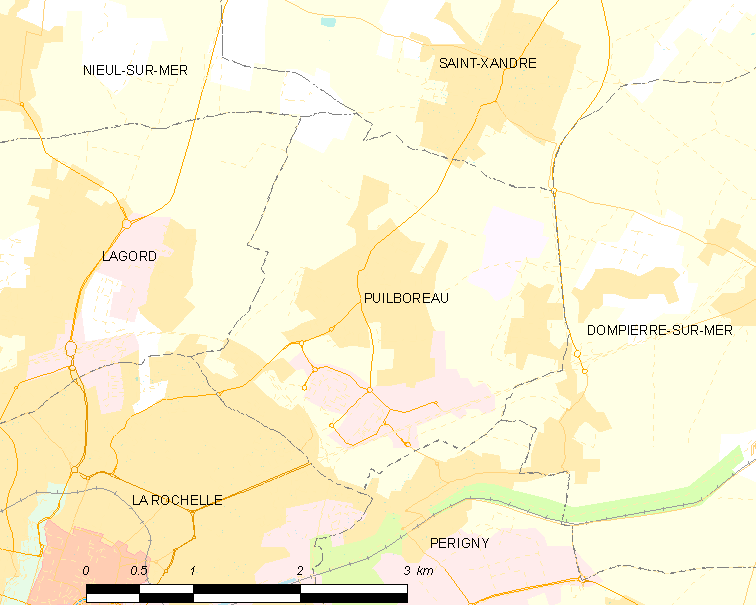
皮尔博罗的OSM定位图

皮尔博罗的时区为UTC+01:00、UTC+02:00（夏令时）。

## 行政
皮尔博罗的邮政编码为17138，INSEE市镇编码为17291。

## 政治
皮尔博罗所属的省级选区为艾特雷县。

## 人口

1962-2008年间皮尔博罗人口变化图示

皮尔博罗于2022年1月1日时的人口数量为6668人。